# Přibyslava Česká
Blahoslavená Přibyslava Česká († po 938) byla česká princezna. Pocházela z rodu Přemyslovců, byla dcerou českého knížete Vratislava I. a jeho ženy Drahomíry ze Stodor.

## Život
O životě Přibyslavy toho není příliš známo. Je uvedeno pouze v Kristiánově legendě, a to na dvou místech. Poprvé před translací těla jejího bratra svatého Václava (4. března 938) o ní mluví již jako o vdově, poté v době po přenesení ostatků jako o řeholnici. V prvním případě se jí měl zjevit sv. Václav a sdělit jí, kde leží jeho ucho, useknuté při jeho vraždě. Přibyslava jej měla najít a vložit do Václavova hrobu. Není známo, za koho se provdala, avšak ruské redakce První staroslověnské legendy o svatém Václavu vyprávějí o čtyřech Václavových sestrách, které byly provdány do různých knížectví.
Tzv. Paměti přibyslavské, falešný rukopis o dějinách města Přibyslavi, údajně nalezený roku 1889, připisují Přibyslavě založení tohoto města v 1. třetině 10. století.

## Pohřbení
Přibyslava byla pochována na hřbitově u rotundy sv. Víta. V 17. století byly ostatky přemístěny do chrámu sv. Víta, Václava a Vojtěcha. Kromě jedné dlouhé kosti pak umístění ostatků bylo dlouho neznámé. 15. listopadu 1990 byly nalezeny ve skříni sakristie chrámu sv. Víta v krabici s nápisem Blahoslavená Přibyslava. Podle antropologického průzkumu šlo o ženu ve věku 70 let s výškou 163 cm.